# Art-nouveauboekband
De art-nouveauboekband is een boekband in art-nouveaustijl ontworpen door de Belgische kunstschilder, ontwerper, vormgever en architect Henry Van de Velde (1863-1957). De uitvoering ervan was in handen van Paul Claessens en was bestemd voor het boek L'Art de la reliure en France aux derniers siècles (Nederlands: De kunst van het boekbinden in Frankrijk tijdens de laatste eeuwen) van Edouard Fournier (1864). Het was de eerste in België vervaardigde art-nouveauboekband.

## Beschrijving
Opmerkelijk is dat ook de ontwerptekeningen (1863-1865) van de boekband zijn bewaard. In tegenstelling tot boekbanden uit het verleden koos Van de Velde voor een eenvoudiger ontwerp en veel klassieke materialen. Hij versierde het groen marokijn door verguldstempels te gebruiken. Hij bracht goudkleurige filets en gebogen motieven met gestileerde klokjes op het leder aan. De boord versierde hij rondom met een gearceerde band met hiernaast een stipjesmotief. Geelkleurige zijden stof met een decor van planten en stengels met granaatappels bekleedt de binnenkant van de platen.

## Achtergrond
De zijden stof werd door Henry Van de Velde in Engeland besteld. De granaatappels die er op voorkomen kwamen vaak voor op Engelse ontwerpen. Een van Engelands bekende leden van de Arts-and-craftsbeweging, William Morris verwerkte de granaatappel vaak in zijn creaties. Zijn invloed is duidelijk te zien in het ontwerp van Van de Velde. Toen Henry Van de Velde deze boekband ontwierp was hij een dertiger en stond aan het begin van zijn ontwikkeling als vormgever. De hier nog figuratieve florale versieringen evolueerden later naar lineair in zijn latere art-nouveaustijl.

## Geschiedenis
Deze art-nouveauboekband werd in 2017 aangekocht door het Erfgoedfonds van de Koning Boudewijnstichting en wordt tentoongesteld in de Bibliotheca Wittockiana te Sint-Pieters-Woluwe.